# Distretto di Sindhuli
Il distretto di Sindhuli è un distretto del Nepal di 296.192 abitanti, che ha come capoluogo Sindhulimadhi. Il distretto fa parte della provincia di Bagmati. 
Fino al 2015 faceva parte della zona di Janakpur nella Regione Centrale.
Geograficamente il distretto appartiene alla zona collinare delle Mahabharat Lekh.
Il principale gruppo etnico presente nel distretto sono i Tamang.